# Ga-eul donghwa
Ga-eul donghwa (hangeul: 가을동화, lett. Fiaba d'autunno; titolo internazionale Autumn in My Heart, conosciuta anche come Autumn Fairy Tale o Autumn Tale) è una serie televisiva sudcoreana trasmessa su KBS2 dal 18 settembre al 7 novembre 2000.
La serie ha avuto molto successo in Corea, con un ascolto massimo del 46,1% e una media del 38,6%, e ne sono stati realizzati sei remake negli anni in vari paesi asiatici.

## Trama
Yoon Eun-seo e Choi Shin-ae sono nate lo stesso giorno di ottobre e sono cresciute nello stesso villaggio, frequentando anche la stessa classe. Eun-seo ha avuto una vita felice, con genitori amorevoli e un fratello, mentre Shin-ae è stata cresciuta dalla madre single nella povertà. Quando Eun-seo ha un incidente stradale e le vengono fatti gli esami del sangue per la trasfusione, si scopre che lei e Shin-ae sono state scambiate alla nascita, e le due adolescenti vengono quindi restituite alle rispettive famiglie: il fratello di Eun-seo, Joon-seo, è particolarmente confuso e rattristato dall'accaduto.
Poco tempo dopo, gli Yoon si trasferiscono negli Stati Uniti e Eun-seo perde i contatti con loro. Dieci anni dopo, Joon-seo, diventato un artista, torna in Corea del Sud e incontra un suo vecchio amico, Han Tae-seok, che soggiorna all'hotel dove lavora Eun-seo; Shin-ae, invece, è diventata una manager alberghiera. Dopo essersi rivisti, Eun-seo e Joon-seo fingono di avere un rapporto fraterno di fronte agli altri, ma si incontrano in segreto e si innamorano profondamente, anche se entrambi sono già impegnati, Eun-seo con Tae-seok e Joon-seo con Yumi. La loro relazione viene alla luce quando Shin-ae lo rivela a tutti dopo aver trovato una lettera d'amore scritta da Eun-seo a Joon-seo; la coppia viene costretta a separarsi dalle famiglie e Yumi minaccia il fidanzato di suicidarsi per tenerlo legato a sé. Mentre Joon-seo e Tae-seok si ritrovano ai ferri corti per il loro amore per Eun-seo, la ragazza scopre di avere la leucemia come il padre biologico, finché non finisce in coma. Risvegliatasi grazie a Joon-seo, Eun-seo è troppo debole per farsi curare e, quando diventa chiaro che non ha più speranze di vivere, Joon-seo la porta a casa per trascorrere gli ultimi giorni insieme, e Yumi rinuncia a lui. Joon-seo e Eun-seo si sposano e lei muore tra le braccia del marito sulla spiaggia. Prima di spirare, Eun-seo prega l'amato di andare avanti con la sua vita; tuttavia, sconvolto per la morte di lei, Joon-seo viene investito da un camion nello stesso luogo dove Eun-seo ebbe l'incidente da adolescente. Le sue condizioni non vengono rivelate.

## Personaggi
- Yoon Joon-seo, interpretato da Song Seung-heon e Choi Woo-hyuk (da bambino).
- Yoon/Choi Eun-seo, interpretata da Song Hye-kyo e Moon Geun-young (da bambina).
- Han Tae-seok, interpretato da Won Bin.
- Choi/Yoon Shin-ae, interpretata da Han Chae-young e Lee Ae-jung (da bambina).
- Shin Yoo-mi, interpretata da Han Na-na.
- Professor Yoon, interpretato da Jung Dong-hwan.
- Lee Kyung-ha, interpretata da Sunwoo Eun-sook.
- Kim Soon-im, interpretata da Kim Hae-sook.
- Governante Kim, interpretata da Kim Na-woon.
- Ji-han, interpretato da Kim Hyung-jong.
- Kang-hee, interpretato da Seo Yoon-jae.

## Riconoscimenti
| Anno | Premio               | Categoria                       | Ricevente       | Risultato       |
| ---- | -------------------- | ------------------------------- | --------------- | --------------- |
| 2000 | KBS Drama Awardss    | Miglior attore                  | Song Seung-heon | Vincitore/trice |
| 2000 | KBS Drama Awardss    | Miglior attrice di supporto     | Kim Hae-sook    | Vincitore/trice |
| 2000 | KBS Drama Awardss    | Miglior giovane attrice         | Moon Geun-young | Vincitore/trice |
| 2000 | KBS Drama Awardss    | Premio popolarità, attore       | Song Seung-heon | Vincitore/trice |
| 2000 | KBS Drama Awardss    | Premio popolarità, attrice      | Song Hye-kyo    | Vincitore/trice |
| 2000 | KBS Drama Awardss    | Premio fotogenia, uomo          | Song Seung-heon | Vincitore/trice |
| 2000 | KBS Drama Awardss    | Premio fotogenia, donna         | Song Hye-kyo    | Vincitore/trice |
| 2000 | KBS Drama Awardss    | Drama scelto dai telespettatori |                 | Vincitore/trice |
| 2001 | Paeksang Arts Awards | Miglior nuovo attore            | Won Bin         | Vincitore/trice |
| 2001 | Paeksang Arts Awards | Attrice più popolare            | Song Hye-kyo    | Vincitore/trice |

## Distribuzioni internazionali
| Paese      | Canale/i                       | Prima TV          | Titolo adottato                                                        |
| ---------- | ------------------------------ | ----------------- | ---------------------------------------------------------------------- |
| Filippine  | GMA Network                    | 2003              | Endless Love: Autumn in my Heart (Amore eterno: autunno nel mio cuore) |
| Sri Lanka  | Independent Television Network |                   |                                                                        |
| Malaysia   | TV3                            |                   |                                                                        |
| Venezuela  | La Tele                        |                   | Otoño en mi corazón (Autunno nel mio cuore)                            |
| Perù       | TV Perú                        |                   | Otoño en mi corazón (Autunno nel mio cuore)                            |
| Colombia   | RCN                            | 14 gennaio 2014-? | Otoño en mi corazón (Autunno nel mio cuore)                            |
| Giappone   |                                |                   | 秋の童話 (Fiaba d'autunno)                                             |
| Thailandia |                                |                   | รักนี้ชั่วนิรันดร์ (Questo amore eterno)                                       |
| Turchia    |                                |                   | Autumn Tale                                                            |
| Vietnam    | VTV1                           | Marzo-aprile 2001 | Trái tim mùa thu (Autunno nel mio cuore)                               |